# 締め技
締め技（しめわざ）は、プロレスなどで使用される格闘技の技の分類の一種である。タイトン・ホールド（Tighten hold）とも呼ばれている。
首を腕で絞め上げるものの場合は「絞め技」と表記する。競技によって絞め技を締め技の中の一種として扱う場合と、別系統の技として扱う場合がある。当ページでは、絞め技に関して説明を省くため、絞め技に関しては絞め技のページを参照のこと。

## 概要
相手の体の一部を手などで捕まえて固定し、自らの筋力、もしくはてこの原理を用いて相手の体を締め付け、その圧迫による痛みでダメージを与える技である。
関節技や絞め技が禁止されているオリンピック・レスリングにおいては、グラウンドでの攻防でピンフォールへの連絡技としてしばしば使用される。
プロレスにおいては試合を展開する上での連絡技として多用される。特に痛め技として使用し、相手がこの技を喰らって悶絶したり、技から逃れようと耐える場面は試合における見せ場の一つでもある。これ以外にもフィニッシュ・ホールドや、ここ一番での大技として使用する者もいる（例えばブルーノ・サンマルチノの「ベアハッグ」など）。
総合格闘技においてはルール上絞め技や関節技が許されている事もあり、決まり手となることは稀であるが、グラウンドでの攻防では連絡技、痛め技としてしばしば使用される。
素人でも簡単に相手に掛けることができ、なおかつ相手に痛みも簡単に与えることができる技が多い。そのためプロレスごっこと称して子供が真似るケースがある。しかし無知なものがかけると骨折・気絶など怪我や事故に発展する可能性があり、場合によっては死に至るため、危険である。

## 種類
- ヘッドロック
- フェイスロック
- チンロック
- ベアハッグ
- ヘッドシザース
- ボディシザース
- 各種クローホールド（アイアンクローなどがある）
- アームバー（両者仰向けの腕挫十字固と似た態勢で右足裏で相手の左側頭部を抑え、左足裏で相手の左腋下を抑え、両手で相手の左手首を持ち相手の左腕を伸ばす）